# Am486

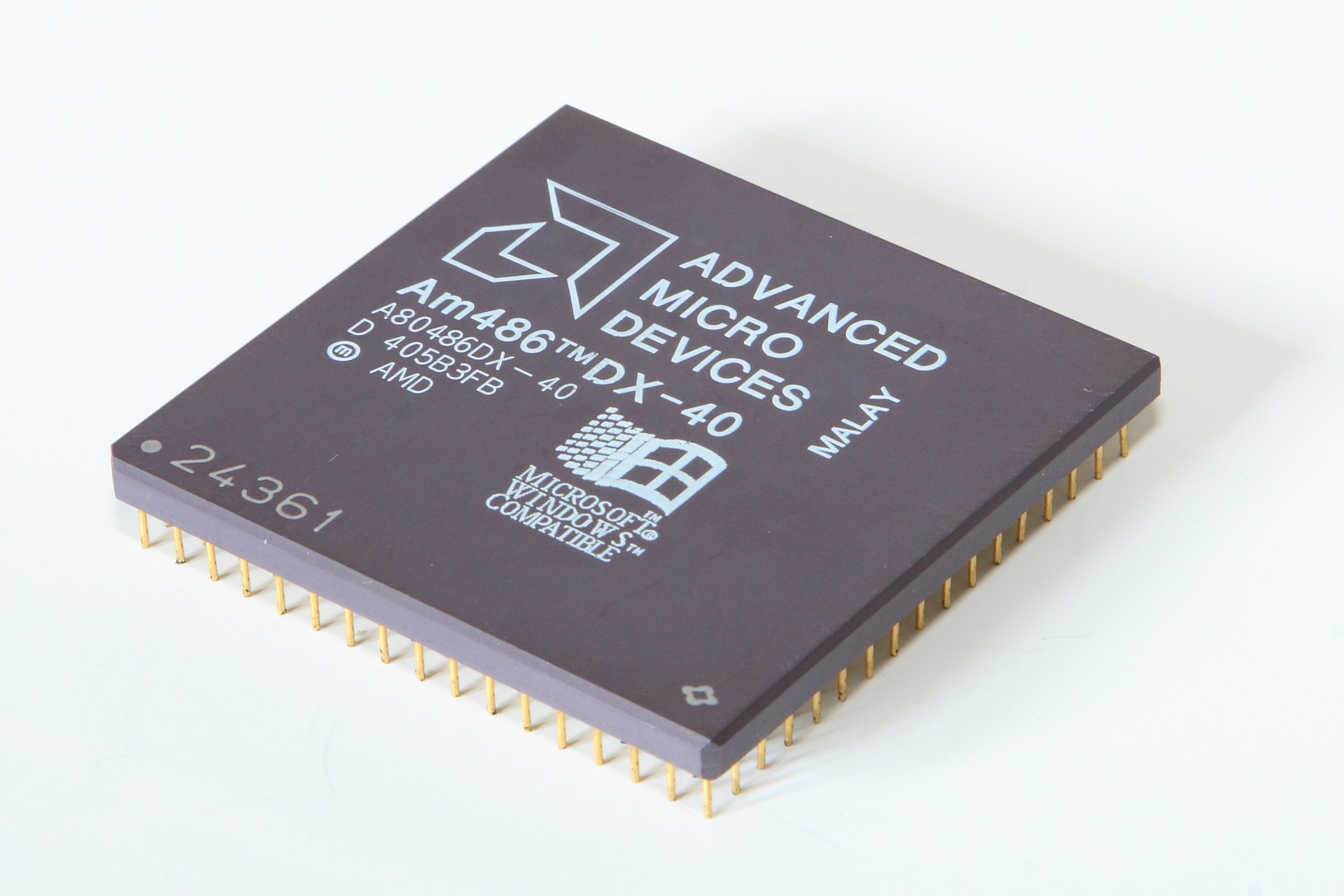
AMD Am486DX 40MHz

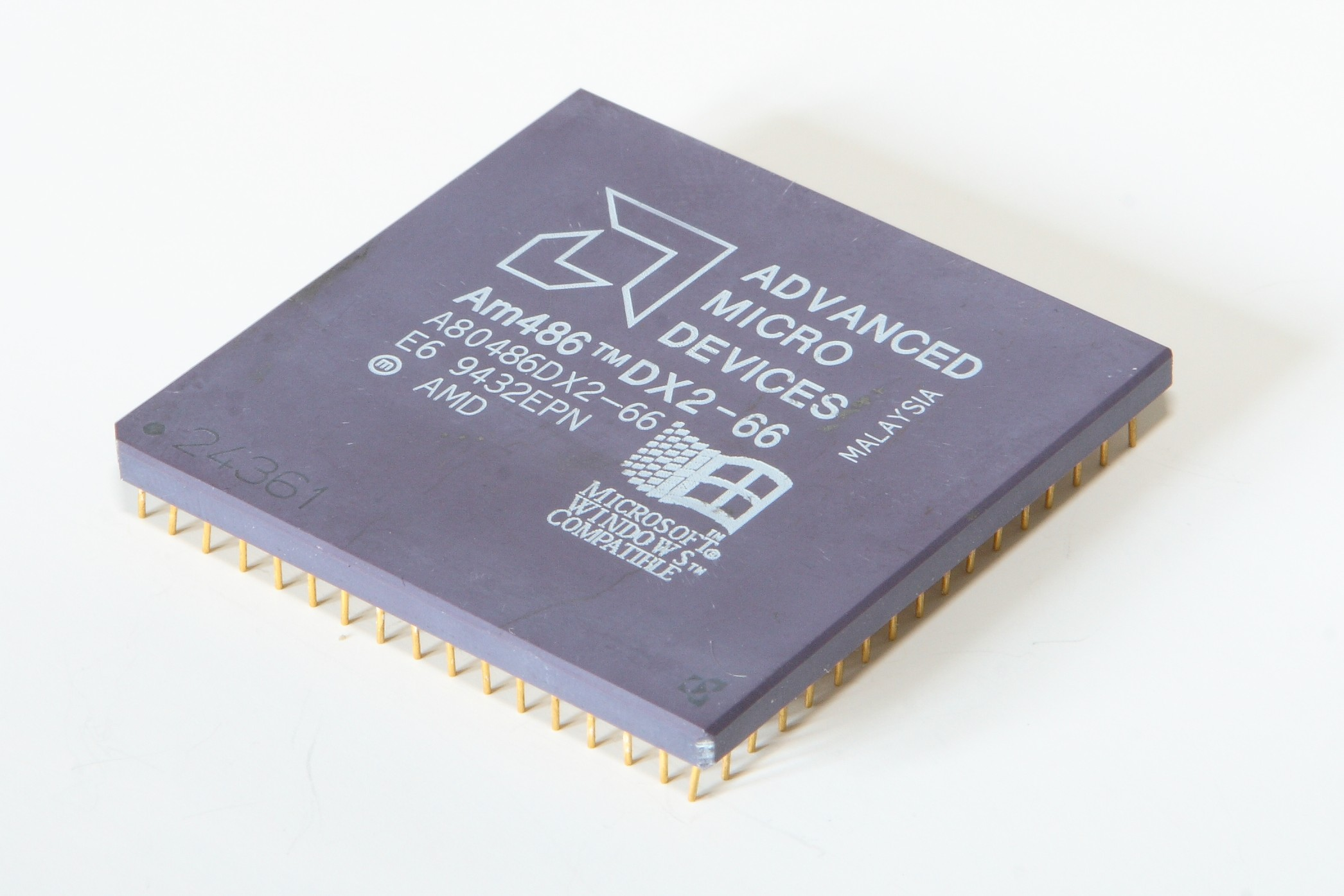
AMD Am486DX2 66MHz

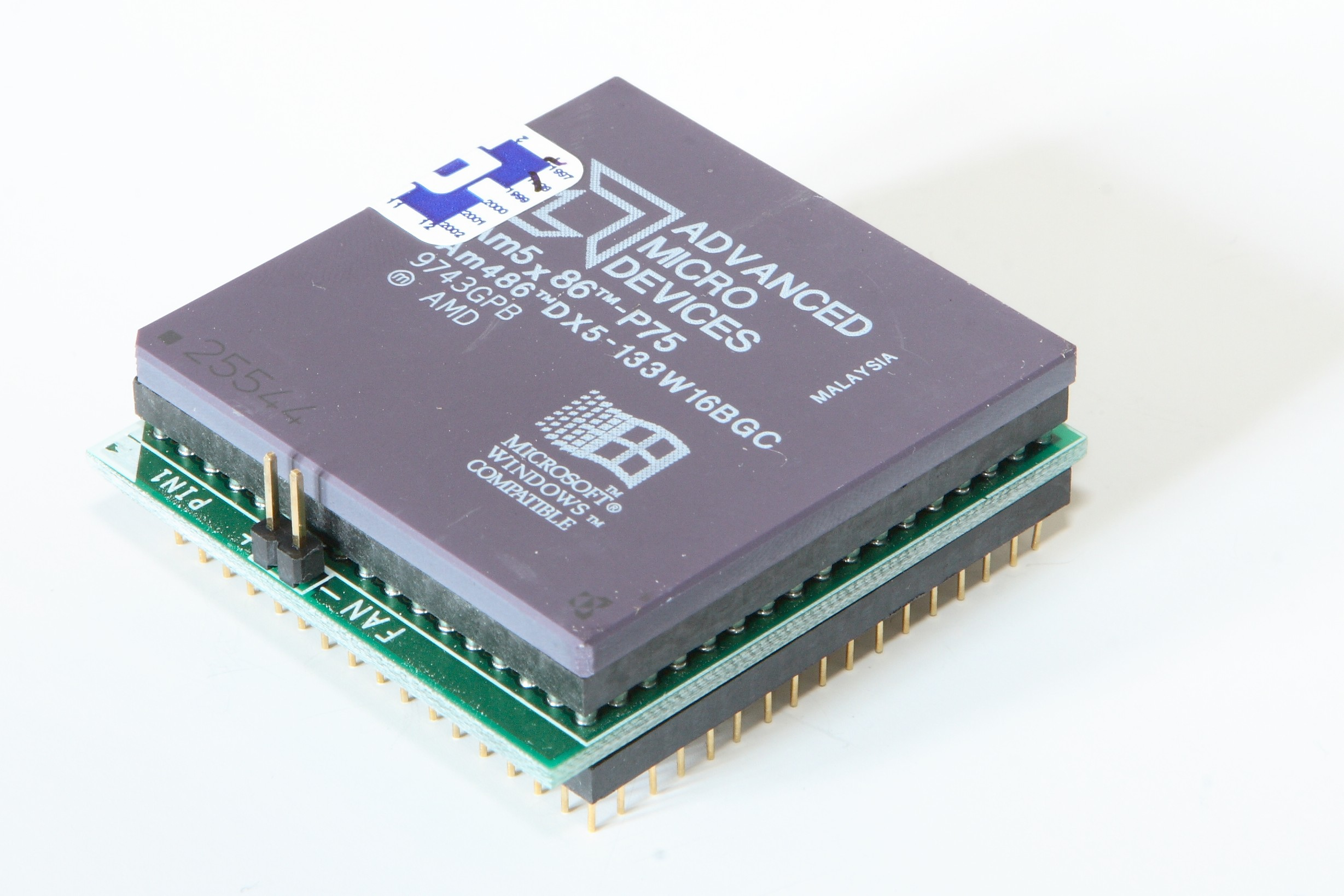
AMD Am5x86-P75

Am486 là một bộ vi xử lý thuộc gia đình họ 80486 dành cho máy vi tính được sản xuất bởi AMD vào những năm 1990. Intel hạ gục AMD trên thị trường trong bốn năm gần đó, nhưng AMD đã đặt giá cho vi xử lý 40 MHz 486 bằng với giá của Intel cho chip 33 MHz, củng cố thêm 20% hiệu năng trong khi giá bằng nhau. Gần đây các chip AMD 486 đã thay thế các bộ phận sao chép của Intel, nhưng sau này chip AMD 486 có tốc độ đồng hồ gấp đôi chạy ở hiệu điện thế 3.3 volt thay cho CPU của Intel chạy ở hiệu điện thế 5 volt, làm hạn chế khả năng nâng cấp chip trước khi có bộ chuyển đổi điện thế có mặt trên thị trường.
Trong cuộc đua với chip 486, chẳng hạn như Cyrix, điểm kiểm tra thấp hơn so với chip của Intel, hiệu năng của AMD 486 bằng với hiệu năng của Intel khi so sánh dựa trên cơ sở là tốc độ đồng hồ.
Trong khi Am386 dùng cho các công ty sản xuất máy tính nhỏ, thì Am486DX, DX2, và SX2 được sự chấp thuận từ nhiều công ty sản xuất máy tính lớn, đặc biệt là Acer và Compaq, trong khoảng thời gian năm 1994.
AMD có tốc độ đồng hồ nhanh hơn chip 486, cho hiệu suất cao cho đến khi có Pentium, đặc biệt là các sản phẩm 60 và 66 MHz. Trong khi chip Intel 80486DX4 có giá cao và cần thay đổi nhỏ ở chỗ cắm, thì giá của AMD lại thấp. Chip DX4 của Intel có bộ nhớ đệm gấp đôi của AMD, cho hiệu năng cải thiện đôi chút, nhưng AMD DX4-100 thường có giá thấp hơn Intel DX2-66.
Dòng Am486 nâng cao hỗ trợ các chức năng mới như chế độ tiết kiệm điện và ghi lại bộ nhớ đệm L1, các phiên bản sau này đều có chức năng ghi lại bộ nhớ đệm cấp độ 1 với 16KB.
CPU 133 MHz AMD Am5x86 có tốc độ đồng hồ nâng cao hơn so với Am486.

## Các model Am486
| Model                  | Tốc độ  | Điện năng tiêu thụ | L1-Cache | Ra mắt           |
| ---------------------- | ------- | ------------------ | -------- | ---------------- |
| Am486 DX-25            | 25 MHz  | 5 V                | 8 KiB WT |                  |
| Am486 DX-33            | 33 MHz  | 5 V                | 8 WT     |                  |
| Am486 DX-40            | 40 MHz  | 5 V                | 8 WT     | Tháng 4 năm 1993 |
| Am486 SX-33            | 33 MHz  | 5 V                | 8 WT     |                  |
| Am486 SX-40            | 40 MHz  | 5 V                | 8 WT     |                  |
| Am486 DX2-50           | 50 MHz  | 5 V                | 8 WT     | Tháng 4 năm 1993 |
| Am486 DX2-66           | 66 MHz  | 5/3.3 V            | 8 WT     |                  |
| Am486 DX2-80           | 80 MHz  | 5/3.3 V            | 8 WT     |                  |
| Am486 SX2-50           | 50 MHz  | 5 V                | 8 WT     |                  |
| Am486 SX2-66           | 66 MHz  | 5 V                | 8 WT     | 1994             |
| Am486 DX4-75           | 75 MHz  | 3.3 V              | 8 WT     |                  |
| Am486 DX4-100          | 100 MHz | 3.3 V              | 8 WT     | 1995             |
| Am486 DX4-120          | 120 MHz | 3.3 V              | 8 WT     |                  |
| Enhanced Am486 DX2-66  | 66 MHz  | 3.3/3.45 V         | 8/16 WB  |                  |
| Enhanced Am486 DX2-80  | 80 MHz  | 3.3/3.45 V         | 8 WB     |                  |
| Enhanced Am486 DX4-75  | 75 MHz  | 3.3/3.45 V         | 8 WB     |                  |
| Enhanced Am486 DX4-100 | 100 MHz | 3.3/3.45 V         | 8/16 WB  |                  |
| Enhanced Am486 DX4-120 | 120 MHz | 3.3/3.45 V         | 8/16 WB  |                  |

WT = phương thức ghi qua bộ nhớ đệm, WB = phương thức ghi lại bộ nhớ đệm